# Длуголенка (гмина)
Длуголенка (пол. Długołęka) — сельская гмина (волость) в Польше, входит как административная единица в Вроцлавский повет, Нижнесилезское воеводство. Население 20 274 человека (на 2004 год).

## Демография
| Перепись                       | Всего   | Всего | Женщины | Женщины | Мужчины | Мужчины |
| ------------------------------ | ------- | ----- | ------- | ------- | ------- | ------- |
| Единицы                        | человек | %     | человек | %       | человек | %       |
| Население                      | 20 274  | 100   | 10 155  | 50,1    | 10 119  | 49,9    |
| Плотность населения (чел./км²) | 95,4    | 95,4  | 47,8    | 47,8    | 47,6    | 47,6    |

## Поселения
1. Бонкув
2. Белява
3. Бежице
4. Борова
5. Бжеза-Лонка
6. Будзивоёвице
7. Буковина
8. Быкув
9. Домбровица
10. Длуголенка
11. Доброшув-Олесницки
12. Домащын
13. Годзешова
14. Яксоновице
15. Янушковице
16. Камень
17. Контна
18. Кемпа
19. Келчув
20. Келчувек
21. Краковяны
22. Лосице
23. Лозина
24. Михаловице
25. Миркув
26. Олесничка
27. Пасикуровице
28. Пецовице
29. Петшиковице
30. Прушовице
31. Ракув
32. Рамишув
33. Седлец
34. Скала
35. Стемпин
36. Щодре
37. Сливице
38. Токары
39. Венгрув
40. Вильчице
41. Запренжын

## Соседние гмины
1. Гмина Черница
2. Гмина Доброшице
3. Гмина Олесница
4. Гмина Тшебница
5. Гмина Вишня-Мала
6. Вроцлав
7. Гмина Завоня